# Михайлов, Олег Николаевич (актёр)
Олег Николаевич Михайлов (18 июня 1936, Москва —1991, Москва) — советский актёр театра и кино, педагог ТХТУ, заслуженный артист РСФСР.

## Биография
Родился в г. Москве. Выпускник бутафорского факультета ТХТУ. В 1954—1958 годах учился в Высшем театральном училище им. М. С. Щепкина при Государственном академическом Малом театре.
С 1961 по 1991 был актером Центрального детского театра (ныне Российский академический молодёжный театр РАМТ).
Снимался в кино на киностудии Мосфильм, киностудии им. А. Довженко и творческом объединении «Экран».
Преподавал в Московском Театральном художественно-техническом училище основы режиссуры. Поставил большое количество спектаклей на сцене учебного театра ТХТУ.
Скончался 10 сентября 1991 года.

## Творчество

### Театральные работы

#### Российский академический молодёжный театр
- 1960 — «Рамаяна» / Джанака, царь Митхилы — реж. Валентин Колесаев
- 1960 — «Рамаяна» / Кумбхакарна, брат Равана — реж. Валентин Колесаев
- 1941 — «Сказки» / Волки («Про козла») — реж. Владимир Дудин
- 1968 — «Питер Пэн» / Муллинс — реж. Анна Некрасова,Лесь Танюк
- 1969 — «Удивительный год» / Потапов, студент — реж. Анна Некрасова, Владимир Дудин
- 1969 — «Жил-был тимуровец Лаптев» / Папа Вити Лаптева — реж. Лев Машлятин
- 1969 — «Весёлое сновидение» / Шахматные кони — реж. Шпак В. Д.
- 1970 — «Первая тройка, или Год 2001-й» / Ричард Вуд, корреспондент американской газеты «Уоркер» — реж. Лев Машлятин
- 1971 — «Снежная королева» / Советник — реж. Лев Машлятин
- 1971 — «Итальянская трагедия» / Карабинер — реж. Владимир Дудин
- 1971 — «Снежная королева» / Советник — реж. Лев Машлятин
- 1972 — «Сын полка» / Ахунбаев — реж. Леонид Эйдлин
- 1972 — «Чинчрака» / Визирь — реж. Леонид Эйдлин
- 1973 — «Двенадцатая ночь, или Что угодно» / Фабиан, слуга Оливии — реж. Анна Некрасова
- 1974 — «Май не упусти…» / Отто Метеала — реж. Леонид Эйдлин
- 1975 — «Враги» / Бобоедов, ротмистр — реж. Владимир Кузьмин
- 1975 — «Альпийская баллада» / Сребников — реж. Павел Хомский
- 1976 — «В дороге» / Отец Вовы — реж. Сергей Яшин
- 1976 — «Печальный однолюб» / Пецка Ян Богуславович, учитель рисования — реж. Анна Некрасова
- 1977 — «Бей, барабан!» / Отец — реж. Владимир Кузьмин
- 1977 — «Бей, барабан!» / Анохин, милиционер — реж. Владимир Кузьмин
- 1977 — «Лесная песня» / Тот, кто в скале сидит — реж. Анна Некрасова
- 1978 — "Всадники со станции «Роса» "/ Станислав Андреевич — реж. Сергей Розов, Владимир Кузьмин
- 1980 — «Три толстяка» / Церемониймейстер — реж. Алексей Бородин
- 1982 — «Долгое-долгое детство» / Ташбулат — реж. Мустай Карим
- 1983 — "Отверженные. Часть I «Господин Мадлен»/ Бреве — реж. Алексей Бородин, Анна Некрасова
- 1984 — «Бонжур, месье Перро!» / Месье Арлен — реж. Анна Некрасова
- 1985 — «Алёша» / Сержант ,Пассажиры — реж. Алексей Бородин
- 1986 — «Тяжёлые дни» / Неизвестный — реж. Геннадий Печников
- 1989 — «Любовь к трем апельсинам, или Таинственное исчезновение Карло Гоцци» / Джиромо, он же Маг Челио — реж. С. М. Митин

### Фильмография
- 1990 — «Николай Вавилов»
- 1988 — «Радости земные»
- 1986 — «Борис Годунов (фильм, 1986)»
- 1978 — «Срочный вызов»
- 1976 — «Король Матиуш Первый»
- 1973 — «Молчание доктора Ивенса»
- 1972 — «Горячий снег»
- 1971 — «Нина (фильм, 1971)»
- 1970 — «Карлик-нос», фильм-спектакль
- 1969 — «Финист — Ясный сокол»
- 1969 — «Ватерлоо»
- 1968 — «Служили два товарища»